# الأب (رواية)
الأب هي إحدى روايات الروائية الأمريكية دانيال ستيل (بالإنجليزية Daddy) وهي من الروايات الاجتماعية.

## نبذة قصيرة
تدور أحداث الرواية حول أب يجد نفسه وحيدا مع ثلاثة أطفال في مراحل عمرية مختلفة بعد ان تهجره زوجته لتكمل تعليمها في هارفرد. ويعاني الأب في الحياة من متطلبات الأبناء المختلفة وعدم تأقلمه مع نمط الحياة الجديد ويصدم برد فعل والده الذي تزوج مرة أخرى بعد وفاة والدته بفترة وجيزة.